# Familia Piñera
La familia Piñera es una familia chilena de origen español a la cual pertenecen diversos empresarios, economistas y políticos, que está relacionada con otras importantes familias, tales como los Chadwick, los Viera-Gallo o los Aninat. Actualmente en esta familia priman miembros de la derecha política. Sin embargo, también ha contado con militantes de partidos de centro político, e incluso de la centroizquieda.

## Orígenes

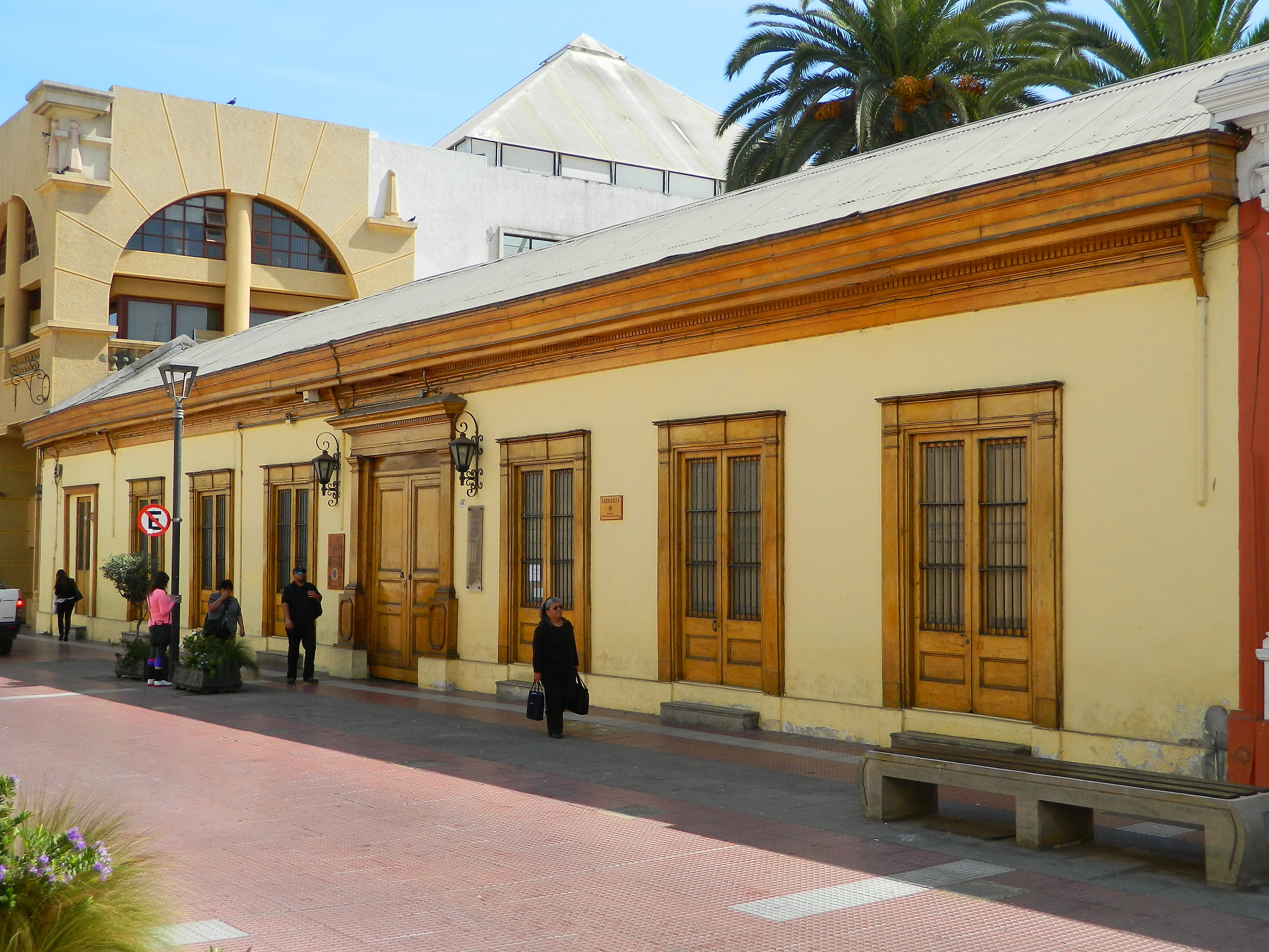
La Casa Piñera, en La Serena, muy cercana a la Casa Chadwick, donde se conocieron ambas familias y comenzaron a relacionarse.

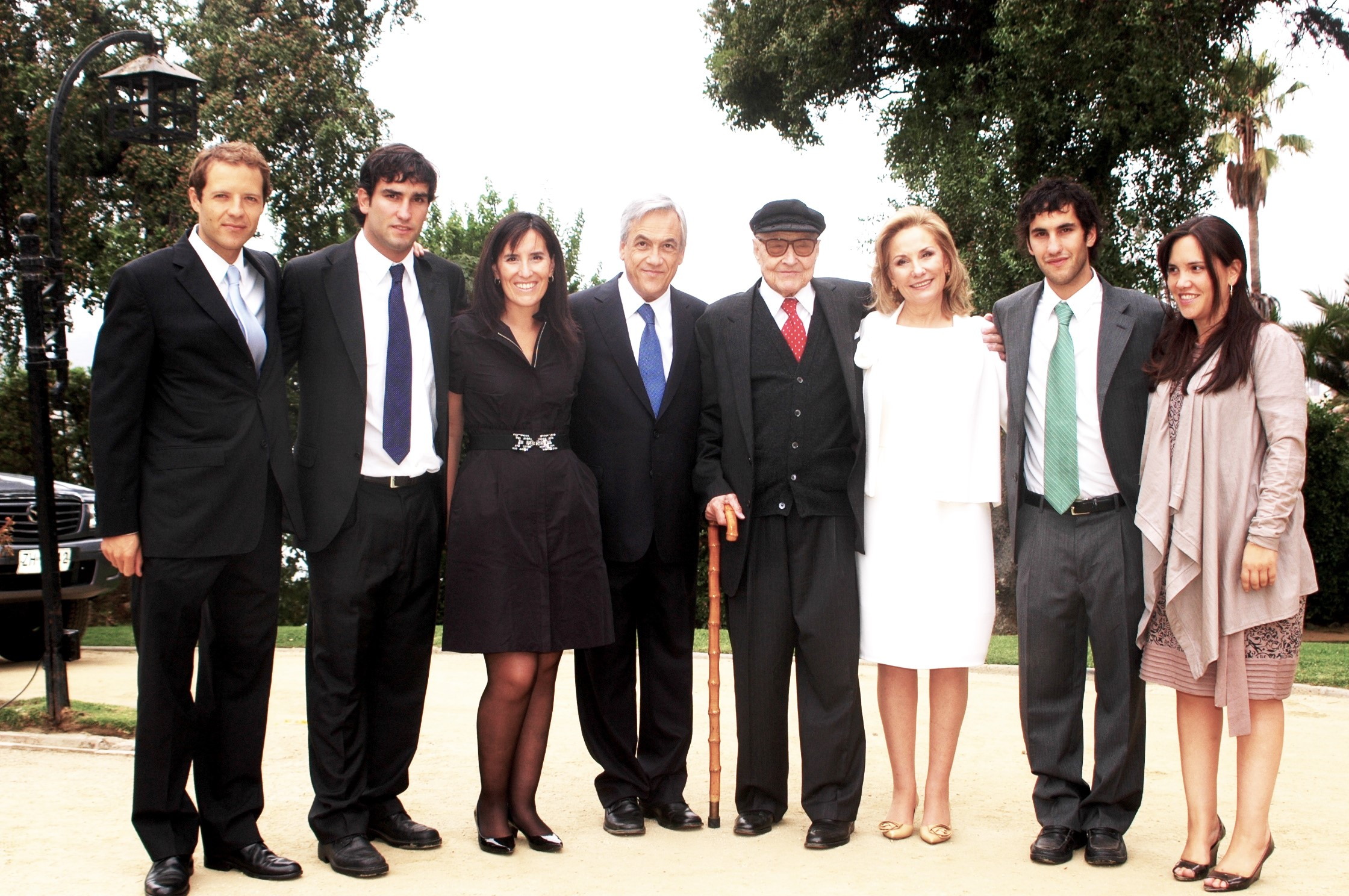
Familia Piñera Morel en 2010.

El genearca de la familia en Chile es el empresario José de Piñera y Lombera (1786-1847), hijo del español Manuel Antonio de Piñera Gutiérrez y de la limeña Josefa Lombera y de la Piedra. José de Piñera se asentó en la ciudad chilena de La Serena. En Chile ejerció diversos cargos políticos, como alcalde provincial en 1828 del Cabildo de La Serena y Diputado por La Serena en la Asamblea Provincial de Coquimbo de 1829.
Entre los bisnietos de José de Piñera y Lombera destacan el Arzobispo de La Serena, Bernardino Piñera, y el empresario y político José Piñera Carvallo, padre de los empresarios José, Sebastián, Pablo y Miguel Piñera Echenique. De ellos, los tres primeros han ejercido importantes cargos políticos. Sebastián Piñera llegó a ser Presidente de la República entre 2010 y 2014 y nuevamente entre 2018 y 2022.
Paulette Piñera Carvallo, una de las hermanas de Bernardino y José Piñera Carvallo, casó con Tomás Herman Chadwick, con quien tuvo ocho hijos, entre los que destacan los empresarios y políticos Herman y Andrés Chadwick. La primogénita de Paulette y Tomás, María Teresa, casó a su vez con el conocido político José Antonio Viera-Gallo.

## Árbol genealógico
| | | | | | |           |           |                                                                                                  |                                                                                                  |                                                                                                  |                                                                                                  | José de Piñera y Lombera (1786-1847)                                                             | José de Piñera y Lombera (1786-1847)                                                             | José de Piñera y Lombera (1786-1847) | José de Piñera y Lombera (1786-1847) | José de Piñera y Lombera (1786-1847) | José de Piñera y Lombera (1786-1847) |                             |                             | Mercedes de Aguirre y Carvallo | Mercedes de Aguirre y Carvallo | Mercedes de Aguirre y Carvallo | Mercedes de Aguirre y Carvallo | Mercedes de Aguirre y Carvallo                                                      | Mercedes de Aguirre y Carvallo                                                      |                                                                                     |                                                                                     |                                                                                     |                                                                                     |  |  |                                                                                |                                                                                |                                                                                |                                                                                |                                                                                |                                                                                |  |  |                                                                                         |                                                                                         |                                                                                         |                                                                                         |                                                                                         |                                                                                         |  |  | | | | | | |  |  |          |          |          |          |          |          |  |  |           |           |           |           |           |           |           |           |           |           |           |           |           |           |  |  |           |           |           |           |           |           |  |  |  |  |  |  |
| | | | | | |           |           |                                                                                                  |                                                                                                  |                                                                                                  |                                                                                                  | José de Piñera y Lombera (1786-1847)                                                             | José de Piñera y Lombera (1786-1847)                                                             | José de Piñera y Lombera (1786-1847) | José de Piñera y Lombera (1786-1847) | José de Piñera y Lombera (1786-1847) | José de Piñera y Lombera (1786-1847) |                             |                             | Mercedes de Aguirre y Carvallo | Mercedes de Aguirre y Carvallo | Mercedes de Aguirre y Carvallo | Mercedes de Aguirre y Carvallo | Mercedes de Aguirre y Carvallo                                                      | Mercedes de Aguirre y Carvallo                                                      |                                                                                     |                                                                                     |                                                                                     |                                                                                     |  |  |                                                                                |                                                                                |                                                                                |                                                                                |                                                                                |                                                                                |  |  |                                                                                         |                                                                                         |                                                                                         |                                                                                         |                                                                                         |                                                                                         |  |  | | | | | | |  |  |          |          |          |          |          |          |  |  |           |           |           |           |           |           |           |           |           |           |           |           |           |           |  |  |           |           |           |           |           |           |  |  |  |  |  |  |
| | | | | | |           |           |                                                                                                  |                                                                                                  |                                                                                                  |                                                                                                  |                                                                                                  |                                                                                                  |                                      |                                      |                                      |                                      |                             |                             |                                |                                |                                |                                |                                                                                     |                                                                                     |                                                                                     |                                                                                     |                                                                                     |                                                                                     |  |  |                                                                                |                                                                                |                                                                                |                                                                                |                                                                                |                                                                                |  |  |                                                                                         |                                                                                         |                                                                                         |                                                                                         |                                                                                         |                                                                                         |  |  | | | | | | |  |  |          |          |          |          |          |          |  |  |           |           |           |           |           |           |           |           |           |           |           |           |           |           |  |  |           |           |           |           |           |           |  |  |  |  |  |  |
| | | | | | |           |           |                                                                                                  |                                                                                                  |                                                                                                  |                                                                                                  |                                                                                                  |                                                                                                  |                                      |                                      |                                      |                                      |                             |                             |                                |                                |                                |                                |                                                                                     |                                                                                     |                                                                                     |                                                                                     |                                                                                     |                                                                                     |  |  |                                                                                |                                                                                |                                                                                |                                                                                |                                                                                |                                                                                |  |  |                                                                                         |                                                                                         |                                                                                         |                                                                                         |                                                                                         |                                                                                         |  |  | | | | | | |  |  |          |          |          |          |          |          |  |  |           |           |           |           |           |           |           |           |           |           |           |           |           |           |  |  |           |           |           |           |           |           |  |  |  |  |  |  |
| Paula del Socorro                                                                                         | Paula del Socorro                                                                                         | Paula del Socorro                                                                                         | Paula del Socorro                                                                                         | Paula del Socorro                                                                                         | Paula del Socorro                                                                                         |           |           | Eulogio                                                                                          | Eulogio                                                                                          | Eulogio                                                                                          | Eulogio                                                                                          | Eulogio                                                                                          | Eulogio                                                                                          |                                      |                                      | Virginia                             | Virginia                             | Virginia                    | Virginia                    | Virginia                       | Virginia                       |                                |                                | Bernardino                                                                          | Bernardino                                                                          | Bernardino                                                                          | Bernardino                                                                          | Bernardino                                                                          | Bernardino                                                                          |  |  | María Luisa Figueroa                                                           | María Luisa Figueroa                                                           | María Luisa Figueroa                                                           | María Luisa Figueroa                                                           | María Luisa Figueroa                                                           | María Luisa Figueroa                                                           |  |  | Rosa                                                                                    | Rosa                                                                                    | Rosa                                                                                    | Rosa                                                                                    | Rosa                                                                                    | Rosa                                                                                    |  |  | | | | | | |  |  |          |          |          |          |          |          |  |  |           |           |           |           |           |           |           |           |           |           |           |           |           |           |  |  |           |           |           |           |           |           |  |  |  |  |  |  |
| Paula del Socorro                                                                                         | Paula del Socorro                                                                                         | Paula del Socorro                                                                                         | Paula del Socorro                                                                                         | Paula del Socorro                                                                                         | Paula del Socorro                                                                                         |           |           | Eulogio                                                                                          | Eulogio                                                                                          | Eulogio                                                                                          | Eulogio                                                                                          | Eulogio                                                                                          | Eulogio                                                                                          |                                      |                                      | Virginia                             | Virginia                             | Virginia                    | Virginia                    | Virginia                       | Virginia                       |                                |                                | Bernardino                                                                          | Bernardino                                                                          | Bernardino                                                                          | Bernardino                                                                          | Bernardino                                                                          | Bernardino                                                                          |  |  | María Luisa Figueroa                                                           | María Luisa Figueroa                                                           | María Luisa Figueroa                                                           | María Luisa Figueroa                                                           | María Luisa Figueroa                                                           | María Luisa Figueroa                                                           |  |  | Rosa                                                                                    | Rosa                                                                                    | Rosa                                                                                    | Rosa                                                                                    | Rosa                                                                                    | Rosa                                                                                    |  |  | | | | | | |  |  |          |          |          |          |          |          |  |  |           |           |           |           |           |           |           |           |           |           |           |           |           |           |  |  |           |           |           |           |           |           |  |  |  |  |  |  |
| | | | | | |           |           |                                                                                                  |                                                                                                  |                                                                                                  |                                                                                                  |                                                                                                  |                                                                                                  |                                      |                                      |                                      |                                      |                             |                             |                                |                                |                                |                                |                                                                                     |                                                                                     |                                                                                     |                                                                                     |                                                                                     |                                                                                     |  |  |                                                                                |                                                                                |                                                                                |                                                                                |                                                                                |                                                                                |  |  |                                                                                         |                                                                                         |                                                                                         |                                                                                         |                                                                                         |                                                                                         |  |  | | | | | | |  |  |          |          |          |          |          |          |  |  |           |           |           |           |           |           |           |           |           |           |           |           |           |           |  |  |           |           |           |           |           |           |  |  |  |  |  |  |
| | | | | | |           |           |                                                                                                  |                                                                                                  |                                                                                                  |                                                                                                  |                                                                                                  |                                                                                                  |                                      |                                      |                                      |                                      |                             |                             |                                |                                |                                |                                |                                                                                     |                                                                                     |                                                                                     |                                                                                     |                                                                                     |                                                                                     |  |  |                                                                                |                                                                                |                                                                                |                                                                                |                                                                                |                                                                                |  |  |                                                                                         |                                                                                         |                                                                                         |                                                                                         |                                                                                         |                                                                                         |  |  | | | | | | |  |  |          |          |          |          |          |          |  |  |           |           |           |           |           |           |           |           |           |           |           |           |           |           |  |  |           |           |           |           |           |           |  |  |  |  |  |  |
| | | | | | |           |           |                                                                                                  |                                                                                                  |                                                                                                  |                                                                                                  |                                                                                                  |                                                                                                  |                                      |                                      |                                      |                                      |                             |                             |                                |                                |                                |                                | Alberto                                                                             | Alberto                                                                             | Alberto                                                                             | Alberto                                                                             | Alberto                                                                             | Alberto                                                                             |  |  | José Manuel                                                                    | José Manuel                                                                    | José Manuel                                                                    | José Manuel                                                                    | José Manuel                                                                    | José Manuel                                                                    |  |  | Elena Carvallo                                                                          | Elena Carvallo                                                                          | Elena Carvallo                                                                          | Elena Carvallo                                                                          | Elena Carvallo                                                                          | Elena Carvallo                                                                          |  |  | | | | | | |  |  |          |          |          |          |          |          |  |  |           |           |           |           |           |           |           |           |           |           |           |           |           |           |  |  |           |           |           |           |           |           |  |  |  |  |  |  |
| | | | | | |           |           |                                                                                                  |                                                                                                  |                                                                                                  |                                                                                                  |                                                                                                  |                                                                                                  |                                      |                                      |                                      |                                      |                             |                             |                                |                                |                                |                                | Alberto                                                                             | Alberto                                                                             | Alberto                                                                             | Alberto                                                                             | Alberto                                                                             | Alberto                                                                             |  |  | José Manuel                                                                    | José Manuel                                                                    | José Manuel                                                                    | José Manuel                                                                    | José Manuel                                                                    | José Manuel                                                                    |  |  | Elena Carvallo                                                                          | Elena Carvallo                                                                          | Elena Carvallo                                                                          | Elena Carvallo                                                                          | Elena Carvallo                                                                          | Elena Carvallo                                                                          |  |  | | | | | | |  |  |          |          |          |          |          |          |  |  |           |           |           |           |           |           |           |           |           |           |           |           |           |           |  |  |           |           |           |           |           |           |  |  |  |  |  |  |
| | | | | | |           |           |                                                                                                  |                                                                                                  |                                                                                                  |                                                                                                  |                                                                                                  |                                                                                                  |                                      |                                      |                                      |                                      |                             |                             |                                |                                |                                |                                |                                                                                     |                                                                                     |                                                                                     |                                                                                     |                                                                                     |                                                                                     |  |  |                                                                                |                                                                                |                                                                                |                                                                                |                                                                                |                                                                                |  |  |                                                                                         |                                                                                         |                                                                                         |                                                                                         |                                                                                         |                                                                                         |  |  | | | | | | |  |  |          |          |          |          |          |          |  |  |           |           |           |           |           |           |           |           |           |           |           |           |           |           |  |  |           |           |           |           |           |           |  |  |  |  |  |  |
| | | | | | |           |           |                                                                                                  |                                                                                                  |                                                                                                  |                                                                                                  |                                                                                                  |                                                                                                  |                                      |                                      |                                      |                                      |                             |                             |                                |                                |                                |                                |                                                                                     |                                                                                     |                                                                                     |                                                                                     |                                                                                     |                                                                                     |  |  |                                                                                |                                                                                |                                                                                |                                                                                |                                                                                |                                                                                |  |  |                                                                                         |                                                                                         |                                                                                         |                                                                                         |                                                                                         |                                                                                         |  |  | | | | | | |  |  |          |          |          |          |          |          |  |  |           |           |           |           |           |           |           |           |           |           |           |           |           |           |  |  |           |           |           |           |           |           |  |  |  |  |  |  |
| Maríe Louise                                                                                              | Maríe Louise                                                                                              | Maríe Louise                                                                                              | Maríe Louise                                                                                              | Maríe Louise                                                                                              | Maríe Louise                                                                                              |           |           | Paulette                                                                                         | Paulette                                                                                         | Paulette                                                                                         | Paulette                                                                                         | Paulette                                                                                         | Paulette                                                                                         |                                      |                                      | Herman Chadwick (1913-1998)          | Herman Chadwick (1913-1998)          | Herman Chadwick (1913-1998) | Herman Chadwick (1913-1998) | Herman Chadwick (1913-1998)    | Herman Chadwick (1913-1998)    |                                |                                | Bernardino (1915-2020)                                                              | Bernardino (1915-2020)                                                              | Bernardino (1915-2020)                                                              | Bernardino (1915-2020)                                                              | Bernardino (1915-2020)                                                              | Bernardino (1915-2020)                                                              |  |  | Manuel José (1917-1991)                                                        | Manuel José (1917-1991)                                                        | Manuel José (1917-1991)                                                        | Manuel José (1917-1991)                                                        | Manuel José (1917-1991)                                                        | Manuel José (1917-1991)                                                        |  |  | María Echenique                                                                         | María Echenique                                                                         | María Echenique                                                                         | María Echenique                                                                         | María Echenique                                                                         | María Echenique                                                                         |  |  | | | | | | |  |  |          |          |          |          |          |          |  |  |           |           |           |           |           |           |           |           |           |           |           |           |           |           |  |  |           |           |           |           |           |           |  |  |  |  |  |  |
| Maríe Louise                                                                                              | Maríe Louise                                                                                              | Maríe Louise                                                                                              | Maríe Louise                                                                                              | Maríe Louise                                                                                              | Maríe Louise                                                                                              |           |           | Paulette                                                                                         | Paulette                                                                                         | Paulette                                                                                         | Paulette                                                                                         | Paulette                                                                                         | Paulette                                                                                         |                                      |                                      | Herman Chadwick (1913-1998)          | Herman Chadwick (1913-1998)          | Herman Chadwick (1913-1998) | Herman Chadwick (1913-1998) | Herman Chadwick (1913-1998)    | Herman Chadwick (1913-1998)    |                                |                                | Bernardino (1915-2020)                                                              | Bernardino (1915-2020)                                                              | Bernardino (1915-2020)                                                              | Bernardino (1915-2020)                                                              | Bernardino (1915-2020)                                                              | Bernardino (1915-2020)                                                              |  |  | Manuel José (1917-1991)                                                        | Manuel José (1917-1991)                                                        | Manuel José (1917-1991)                                                        | Manuel José (1917-1991)                                                        | Manuel José (1917-1991)                                                        | Manuel José (1917-1991)                                                        |  |  | María Echenique                                                                         | María Echenique                                                                         | María Echenique                                                                         | María Echenique                                                                         | María Echenique                                                                         | María Echenique                                                                         |  |  | | | | | | |  |  |          |          |          |          |          |          |  |  |           |           |           |           |           |           |           |           |           |           |           |           |           |           |  |  |           |           |           |           |           |           |  |  |  |  |  |  |
| | | | | | |           |           |                                                                                                  |                                                                                                  |                                                                                                  |                                                                                                  |                                                                                                  |                                                                                                  |                                      |                                      |                                      |                                      |                             |                             |                                |                                |                                |                                |                                                                                     |                                                                                     |                                                                                     |                                                                                     |                                                                                     |                                                                                     |  |  |                                                                                |                                                                                |                                                                                |                                                                                |                                                                                |                                                                                |  |  |                                                                                         |                                                                                         |                                                                                         |                                                                                         |                                                                                         |                                                                                         |  |  | | | | | | |  |  |          |          |          |          |          |          |  |  |           |           |           |           |           |           |           |           |           |           |           |           |           |           |  |  |           |           |           |           |           |           |  |  |  |  |  |  |
| | | | | | |           |           |                                                                                                  |                                                                                                  |                                                                                                  |                                                                                                  |                                                                                                  |                                                                                                  |                                      |                                      |                                      |                                      |                             |                             |                                |                                |                                |                                |                                                                                     |                                                                                     |                                                                                     |                                                                                     |                                                                                     |                                                                                     |  |  |                                                                                |                                                                                |                                                                                |                                                                                |                                                                                |                                                                                |  |  |                                                                                         |                                                                                         |                                                                                         |                                                                                         |                                                                                         |                                                                                         |  |  | | | | | | |  |  |          |          |          |          |          |          |  |  |           |           |           |           |           |           |           |           |           |           |           |           |           |           |  |  |           |           |           |           |           |           |  |  |  |  |  |  |
| Ma. Teresa                                                                                                | Ma. Teresa                                                                                                | Ma. Teresa                                                                                                | Ma. Teresa                                                                                                | Ma. Teresa                                                                                                | Ma. Teresa                                                                                                |           |           | Margarita                                                                                        | Margarita                                                                                        | Margarita                                                                                        | Margarita                                                                                        | Margarita                                                                                        | Margarita                                                                                        |                                      |                                      | Trinidad                             | Trinidad                             | Trinidad                    | Trinidad                    | Trinidad                       | Trinidad                       |                                |                                | Ma. Elena                                                                           | Ma. Elena                                                                           | Ma. Elena                                                                           | Ma. Elena                                                                           | Ma. Elena                                                                           | Ma. Elena                                                                           |  |  | Guadalupe (1945-2017)                                                          | Guadalupe (1945-2017)                                                          | Guadalupe (1945-2017)                                                          | Guadalupe (1945-2017)                                                          | Guadalupe (1945-2017)                                                          | Guadalupe (1945-2017)                                                          |  |  | [[File:José Piñera Echenique.jpg\|120px\|alt={{{Alt\|{{{descripción}}}]] José (n. 1948) | [[File:José Piñera Echenique.jpg\|120px\|alt={{{Alt\|{{{descripción}}}]] José (n. 1948) | [[File:José Piñera Echenique.jpg\|120px\|alt={{{Alt\|{{{descripción}}}]] José (n. 1948) | [[File:José Piñera Echenique.jpg\|120px\|alt={{{Alt\|{{{descripción}}}]] José (n. 1948) | [[File:José Piñera Echenique.jpg\|120px\|alt={{{Alt\|{{{descripción}}}]] José (n. 1948) | [[File:José Piñera Echenique.jpg\|120px\|alt={{{Alt\|{{{descripción}}}]] José (n. 1948) |  |  | [[File:Retrato Oficial Presidente Piñera 2018.jpg\|120px\|alt={{{Alt\|{{{descripción}}}]] Sebastián (1949-2024) | [[File:Retrato Oficial Presidente Piñera 2018.jpg\|120px\|alt={{{Alt\|{{{descripción}}}]] Sebastián (1949-2024) | [[File:Retrato Oficial Presidente Piñera 2018.jpg\|120px\|alt={{{Alt\|{{{descripción}}}]] Sebastián (1949-2024) | [[File:Retrato Oficial Presidente Piñera 2018.jpg\|120px\|alt={{{Alt\|{{{descripción}}}]] Sebastián (1949-2024) | [[File:Retrato Oficial Presidente Piñera 2018.jpg\|120px\|alt={{{Alt\|{{{descripción}}}]] Sebastián (1949-2024) | [[File:Retrato Oficial Presidente Piñera 2018.jpg\|120px\|alt={{{Alt\|{{{descripción}}}]] Sebastián (1949-2024) |  |  |          |          |          |          |          |          |  |  |           |           |           |           |           |           |           |           |           |           |           |           |           |           |  |  |           |           |           |           |           |           |  |  |  |  |  |  |
| Ma. Teresa                                                                                                | Ma. Teresa                                                                                                | Ma. Teresa                                                                                                | Ma. Teresa                                                                                                | Ma. Teresa                                                                                                | Ma. Teresa                                                                                                |           |           | Margarita                                                                                        | Margarita                                                                                        | Margarita                                                                                        | Margarita                                                                                        | Margarita                                                                                        | Margarita                                                                                        |                                      |                                      | Trinidad                             | Trinidad                             | Trinidad                    | Trinidad                    | Trinidad                       | Trinidad                       |                                |                                | Ma. Elena                                                                           | Ma. Elena                                                                           | Ma. Elena                                                                           | Ma. Elena                                                                           | Ma. Elena                                                                           | Ma. Elena                                                                           |  |  | Guadalupe (1945-2017)                                                          | Guadalupe (1945-2017)                                                          | Guadalupe (1945-2017)                                                          | Guadalupe (1945-2017)                                                          | Guadalupe (1945-2017)                                                          | Guadalupe (1945-2017)                                                          |  |  | [[File:José Piñera Echenique.jpg\|120px\|alt={{{Alt\|{{{descripción}}}]] José (n. 1948) | [[File:José Piñera Echenique.jpg\|120px\|alt={{{Alt\|{{{descripción}}}]] José (n. 1948) | [[File:José Piñera Echenique.jpg\|120px\|alt={{{Alt\|{{{descripción}}}]] José (n. 1948) | [[File:José Piñera Echenique.jpg\|120px\|alt={{{Alt\|{{{descripción}}}]] José (n. 1948) | [[File:José Piñera Echenique.jpg\|120px\|alt={{{Alt\|{{{descripción}}}]] José (n. 1948) | [[File:José Piñera Echenique.jpg\|120px\|alt={{{Alt\|{{{descripción}}}]] José (n. 1948) |  |  | [[File:Retrato Oficial Presidente Piñera 2018.jpg\|120px\|alt={{{Alt\|{{{descripción}}}]] Sebastián (1949-2024) | [[File:Retrato Oficial Presidente Piñera 2018.jpg\|120px\|alt={{{Alt\|{{{descripción}}}]] Sebastián (1949-2024) | [[File:Retrato Oficial Presidente Piñera 2018.jpg\|120px\|alt={{{Alt\|{{{descripción}}}]] Sebastián (1949-2024) | [[File:Retrato Oficial Presidente Piñera 2018.jpg\|120px\|alt={{{Alt\|{{{descripción}}}]] Sebastián (1949-2024) | [[File:Retrato Oficial Presidente Piñera 2018.jpg\|120px\|alt={{{Alt\|{{{descripción}}}]] Sebastián (1949-2024) | [[File:Retrato Oficial Presidente Piñera 2018.jpg\|120px\|alt={{{Alt\|{{{descripción}}}]] Sebastián (1949-2024) |  |  |          |          |          |          |          |          |  |  |           |           |           |           |           |           |           |           |           |           |           |           |           |           |  |  |           |           |           |           |           |           |  |  |  |  |  |  |
| [[File:José Antonio Viera Gallo Quesney.jpg\|100px\|alt={{{Alt\|{{{descripción}}}]] Viera-Gallo (n. 1943) | [[File:José Antonio Viera Gallo Quesney.jpg\|100px\|alt={{{Alt\|{{{descripción}}}]] Viera-Gallo (n. 1943) | [[File:José Antonio Viera Gallo Quesney.jpg\|100px\|alt={{{Alt\|{{{descripción}}}]] Viera-Gallo (n. 1943) | [[File:José Antonio Viera Gallo Quesney.jpg\|100px\|alt={{{Alt\|{{{descripción}}}]] Viera-Gallo (n. 1943) | [[File:José Antonio Viera Gallo Quesney.jpg\|100px\|alt={{{Alt\|{{{descripción}}}]] Viera-Gallo (n. 1943) | [[File:José Antonio Viera Gallo Quesney.jpg\|100px\|alt={{{Alt\|{{{descripción}}}]] Viera-Gallo (n. 1943) |           |           | Alonso Edwards                                                                                   | Alonso Edwards                                                                                   | Alonso Edwards                                                                                   | Alonso Edwards                                                                                   | Alonso Edwards                                                                                   | Alonso Edwards                                                                                   |                                      |                                      |                                      |                                      |                             |                             |                                |                                |                                |                                | Hernán Fleischmann                                                                  | Hernán Fleischmann                                                                  | Hernán Fleischmann                                                                  | Hernán Fleischmann                                                                  | Hernán Fleischmann                                                                  | Hernán Fleischmann                                                                  |  |  | Nicolás Irarrázaval                                                            | Nicolás Irarrázaval                                                            | Nicolás Irarrázaval                                                            | Nicolás Irarrázaval                                                            | Nicolás Irarrázaval                                                            | Nicolás Irarrázaval                                                            |  |  | Francisca Aninat                                                                        | Francisca Aninat                                                                        | Francisca Aninat                                                                        | Francisca Aninat                                                                        | Francisca Aninat                                                                        | Francisca Aninat                                                                        |  |  | [[File:Cecilia Morel Montes.jpg\|100px\|alt={{{Alt\|{{{descripción}}}]] Cecilia Morel (n. 1954)                 | [[File:Cecilia Morel Montes.jpg\|100px\|alt={{{Alt\|{{{descripción}}}]] Cecilia Morel (n. 1954)                 | [[File:Cecilia Morel Montes.jpg\|100px\|alt={{{Alt\|{{{descripción}}}]] Cecilia Morel (n. 1954)                 | [[File:Cecilia Morel Montes.jpg\|100px\|alt={{{Alt\|{{{descripción}}}]] Cecilia Morel (n. 1954)                 | [[File:Cecilia Morel Montes.jpg\|100px\|alt={{{Alt\|{{{descripción}}}]] Cecilia Morel (n. 1954)                 | [[File:Cecilia Morel Montes.jpg\|100px\|alt={{{Alt\|{{{descripción}}}]] Cecilia Morel (n. 1954)                 |  |  |          |          |          |          |          |          |  |  |           |           |           |           |           |           |           |           |           |           |           |           |           |           |  |  |           |           |           |           |           |           |  |  |  |  |  |  |
| [[File:José Antonio Viera Gallo Quesney.jpg\|100px\|alt={{{Alt\|{{{descripción}}}]] Viera-Gallo (n. 1943) | [[File:José Antonio Viera Gallo Quesney.jpg\|100px\|alt={{{Alt\|{{{descripción}}}]] Viera-Gallo (n. 1943) | [[File:José Antonio Viera Gallo Quesney.jpg\|100px\|alt={{{Alt\|{{{descripción}}}]] Viera-Gallo (n. 1943) | [[File:José Antonio Viera Gallo Quesney.jpg\|100px\|alt={{{Alt\|{{{descripción}}}]] Viera-Gallo (n. 1943) | [[File:José Antonio Viera Gallo Quesney.jpg\|100px\|alt={{{Alt\|{{{descripción}}}]] Viera-Gallo (n. 1943) | [[File:José Antonio Viera Gallo Quesney.jpg\|100px\|alt={{{Alt\|{{{descripción}}}]] Viera-Gallo (n. 1943) | (3 hijas) | (3 hijas) | (3 hijas)                                                                                        | (3 hijas)                                                                                        | (3 hijas)                                                                                        | (3 hijas)                                                                                        | Alonso Edwards                                                                                   | Alonso Edwards                                                                                   |                                      |                                      |                                      |                                      |                             |                             |                                |                                |                                |                                | Hernán Fleischmann                                                                  | Hernán Fleischmann                                                                  | Hernán Fleischmann                                                                  | Hernán Fleischmann                                                                  | Hernán Fleischmann                                                                  | Hernán Fleischmann                                                                  |  |  | Nicolás Irarrázaval                                                            | Nicolás Irarrázaval                                                            | Nicolás Irarrázaval                                                            | Nicolás Irarrázaval                                                            | Nicolás Irarrázaval                                                            | Nicolás Irarrázaval                                                            |  |  | Francisca Aninat                                                                        | Francisca Aninat                                                                        | Francisca Aninat                                                                        | Francisca Aninat                                                                        | Francisca Aninat                                                                        | Francisca Aninat                                                                        |  |  | [[File:Cecilia Morel Montes.jpg\|100px\|alt={{{Alt\|{{{descripción}}}]] Cecilia Morel (n. 1954)                 | [[File:Cecilia Morel Montes.jpg\|100px\|alt={{{Alt\|{{{descripción}}}]] Cecilia Morel (n. 1954)                 | [[File:Cecilia Morel Montes.jpg\|100px\|alt={{{Alt\|{{{descripción}}}]] Cecilia Morel (n. 1954)                 | [[File:Cecilia Morel Montes.jpg\|100px\|alt={{{Alt\|{{{descripción}}}]] Cecilia Morel (n. 1954)                 | [[File:Cecilia Morel Montes.jpg\|100px\|alt={{{Alt\|{{{descripción}}}]] Cecilia Morel (n. 1954)                 | [[File:Cecilia Morel Montes.jpg\|100px\|alt={{{Alt\|{{{descripción}}}]] Cecilia Morel (n. 1954)                 |  |  | (1 hija) | (1 hija) | (1 hija) | (1 hija) | (1 hija) | (1 hija) |  |  | (6 hijos) | (6 hijos) | (6 hijos) | (6 hijos) | (6 hijos) | (6 hijos) |           |           | (2 hijos) | (2 hijos) | (2 hijos) | (2 hijos) | (2 hijos) | (2 hijos) |  |  | (4 hijos) | (4 hijos) | (4 hijos) | (4 hijos) | (4 hijos) | (4 hijos) |  |  |  |  |  |  |
| | | | | | | (3 hijas) | (3 hijas) | (3 hijas)                                                                                        | (3 hijas)                                                                                        | (3 hijas)                                                                                        | (3 hijas)                                                                                        |                                                                                                  |                                                                                                  |                                      |                                      |                                      |                                      |                             |                             |                                |                                |                                |                                |                                                                                     |                                                                                     |                                                                                     |                                                                                     |                                                                                     |                                                                                     |  |  |                                                                                |                                                                                |                                                                                |                                                                                |                                                                                |                                                                                |  |  |                                                                                         |                                                                                         |                                                                                         |                                                                                         |                                                                                         |                                                                                         |  |  | | | | | | |  |  | (1 hija) | (1 hija) | (1 hija) | (1 hija) | (1 hija) | (1 hija) |  |  | (6 hijos) | (6 hijos) | (6 hijos) | (6 hijos) | (6 hijos) | (6 hijos) |           |           | (2 hijos) | (2 hijos) | (2 hijos) | (2 hijos) | (2 hijos) | (2 hijos) |  |  | (4 hijos) | (4 hijos) | (4 hijos) | (4 hijos) | (4 hijos) | (4 hijos) |  |  |  |  |  |  |
| | | | | | |           |           |                                                                                                  |                                                                                                  |                                                                                                  |                                                                                                  |                                                                                                  |                                                                                                  |                                      |                                      |                                      |                                      |                             |                             |                                |                                |                                |                                |                                                                                     |                                                                                     |                                                                                     |                                                                                     |                                                                                     |                                                                                     |  |  |                                                                                |                                                                                |                                                                                |                                                                                |                                                                                |                                                                                |  |  |                                                                                         |                                                                                         |                                                                                         |                                                                                         |                                                                                         |                                                                                         |  |  | | | | | | |  |  |          |          |          |          |          |          |  |  |           |           |           |           |           |           |           |           |           |           |           |           |           |           |  |  |           |           |           |           |           |           |  |  |  |  |  |  |
| Carolina                                                                                                  | Carolina                                                                                                  | Carolina                                                                                                  | Carolina                                                                                                  | Carolina                                                                                                  | Carolina                                                                                                  |           |           | [[File:Herman Chadwick (5756394184).jpg\|155px\|alt={{{Alt\|{{{descripción}}}]] Herman (n. 1945) | [[File:Herman Chadwick (5756394184).jpg\|155px\|alt={{{Alt\|{{{descripción}}}]] Herman (n. 1945) | [[File:Herman Chadwick (5756394184).jpg\|155px\|alt={{{Alt\|{{{descripción}}}]] Herman (n. 1945) | [[File:Herman Chadwick (5756394184).jpg\|155px\|alt={{{Alt\|{{{descripción}}}]] Herman (n. 1945) | [[File:Herman Chadwick (5756394184).jpg\|155px\|alt={{{Alt\|{{{descripción}}}]] Herman (n. 1945) | [[File:Herman Chadwick (5756394184).jpg\|155px\|alt={{{Alt\|{{{descripción}}}]] Herman (n. 1945) |                                      |                                      | Maríe Paule                          | Maríe Paule                          | Maríe Paule                 | Maríe Paule                 | Maríe Paule                    | Maríe Paule                    |                                |                                | [[File:ANDRES CHADWICK.jpg\|100px\|alt={{{Alt\|{{{descripción}}}]] Andrés (n. 1956) | [[File:ANDRES CHADWICK.jpg\|100px\|alt={{{Alt\|{{{descripción}}}]] Andrés (n. 1956) | [[File:ANDRES CHADWICK.jpg\|100px\|alt={{{Alt\|{{{descripción}}}]] Andrés (n. 1956) | [[File:ANDRES CHADWICK.jpg\|100px\|alt={{{Alt\|{{{descripción}}}]] Andrés (n. 1956) | [[File:ANDRES CHADWICK.jpg\|100px\|alt={{{Alt\|{{{descripción}}}]] Andrés (n. 1956) | [[File:ANDRES CHADWICK.jpg\|100px\|alt={{{Alt\|{{{descripción}}}]] Andrés (n. 1956) |  |  | [[File:Pablo Piñera.jpg\|80px\|alt={{{Alt\|{{{descripción}}}]] Pablo (n. 1950) | [[File:Pablo Piñera.jpg\|80px\|alt={{{Alt\|{{{descripción}}}]] Pablo (n. 1950) | [[File:Pablo Piñera.jpg\|80px\|alt={{{Alt\|{{{descripción}}}]] Pablo (n. 1950) | [[File:Pablo Piñera.jpg\|80px\|alt={{{Alt\|{{{descripción}}}]] Pablo (n. 1950) | [[File:Pablo Piñera.jpg\|80px\|alt={{{Alt\|{{{descripción}}}]] Pablo (n. 1950) | [[File:Pablo Piñera.jpg\|80px\|alt={{{Alt\|{{{descripción}}}]] Pablo (n. 1950) |  |  | [[File:Miguel Piñera.jpg\|160px\|alt={{{Alt\|{{{descripción}}}]] Miguel (1954-2025)     | [[File:Miguel Piñera.jpg\|160px\|alt={{{Alt\|{{{descripción}}}]] Miguel (1954-2025)     | [[File:Miguel Piñera.jpg\|160px\|alt={{{Alt\|{{{descripción}}}]] Miguel (1954-2025)     | [[File:Miguel Piñera.jpg\|160px\|alt={{{Alt\|{{{descripción}}}]] Miguel (1954-2025)     | [[File:Miguel Piñera.jpg\|160px\|alt={{{Alt\|{{{descripción}}}]] Miguel (1954-2025)     | [[File:Miguel Piñera.jpg\|160px\|alt={{{Alt\|{{{descripción}}}]] Miguel (1954-2025)     |  |  | Magdalena | Magdalena | Magdalena | Magdalena | Magdalena | Magdalena |  |  |          |          |          |          |          |          |  |  |           |           |           |           |           |           |           |           |           |           |           |           |           |           |  |  |           |           |           |           |           |           |  |  |  |  |  |  |
| Carolina                                                                                                  | Carolina                                                                                                  | Carolina                                                                                                  | Carolina                                                                                                  | Carolina                                                                                                  | Carolina                                                                                                  |           |           | [[File:Herman Chadwick (5756394184).jpg\|155px\|alt={{{Alt\|{{{descripción}}}]] Herman (n. 1945) | [[File:Herman Chadwick (5756394184).jpg\|155px\|alt={{{Alt\|{{{descripción}}}]] Herman (n. 1945) | [[File:Herman Chadwick (5756394184).jpg\|155px\|alt={{{Alt\|{{{descripción}}}]] Herman (n. 1945) | [[File:Herman Chadwick (5756394184).jpg\|155px\|alt={{{Alt\|{{{descripción}}}]] Herman (n. 1945) | [[File:Herman Chadwick (5756394184).jpg\|155px\|alt={{{Alt\|{{{descripción}}}]] Herman (n. 1945) | [[File:Herman Chadwick (5756394184).jpg\|155px\|alt={{{Alt\|{{{descripción}}}]] Herman (n. 1945) |                                      |                                      | Maríe Paule                          | Maríe Paule                          | Maríe Paule                 | Maríe Paule                 | Maríe Paule                    | Maríe Paule                    |                                |                                | [[File:ANDRES CHADWICK.jpg\|100px\|alt={{{Alt\|{{{descripción}}}]] Andrés (n. 1956) | [[File:ANDRES CHADWICK.jpg\|100px\|alt={{{Alt\|{{{descripción}}}]] Andrés (n. 1956) | [[File:ANDRES CHADWICK.jpg\|100px\|alt={{{Alt\|{{{descripción}}}]] Andrés (n. 1956) | [[File:ANDRES CHADWICK.jpg\|100px\|alt={{{Alt\|{{{descripción}}}]] Andrés (n. 1956) | [[File:ANDRES CHADWICK.jpg\|100px\|alt={{{Alt\|{{{descripción}}}]] Andrés (n. 1956) | [[File:ANDRES CHADWICK.jpg\|100px\|alt={{{Alt\|{{{descripción}}}]] Andrés (n. 1956) |  |  | [[File:Pablo Piñera.jpg\|80px\|alt={{{Alt\|{{{descripción}}}]] Pablo (n. 1950) | [[File:Pablo Piñera.jpg\|80px\|alt={{{Alt\|{{{descripción}}}]] Pablo (n. 1950) | [[File:Pablo Piñera.jpg\|80px\|alt={{{Alt\|{{{descripción}}}]] Pablo (n. 1950) | [[File:Pablo Piñera.jpg\|80px\|alt={{{Alt\|{{{descripción}}}]] Pablo (n. 1950) | [[File:Pablo Piñera.jpg\|80px\|alt={{{Alt\|{{{descripción}}}]] Pablo (n. 1950) | [[File:Pablo Piñera.jpg\|80px\|alt={{{Alt\|{{{descripción}}}]] Pablo (n. 1950) |  |  | [[File:Miguel Piñera.jpg\|160px\|alt={{{Alt\|{{{descripción}}}]] Miguel (1954-2025)     | [[File:Miguel Piñera.jpg\|160px\|alt={{{Alt\|{{{descripción}}}]] Miguel (1954-2025)     | [[File:Miguel Piñera.jpg\|160px\|alt={{{Alt\|{{{descripción}}}]] Miguel (1954-2025)     | [[File:Miguel Piñera.jpg\|160px\|alt={{{Alt\|{{{descripción}}}]] Miguel (1954-2025)     | [[File:Miguel Piñera.jpg\|160px\|alt={{{Alt\|{{{descripción}}}]] Miguel (1954-2025)     | [[File:Miguel Piñera.jpg\|160px\|alt={{{Alt\|{{{descripción}}}]] Miguel (1954-2025)     |  |  | Magdalena | Magdalena | Magdalena | Magdalena | Magdalena | Magdalena |  |  |          |          |          |          |          |          |  |  |           |           |           |           |           |           |           |           |           |           |           |           |           |           |  |  |           |           |           |           |           |           |  |  |  |  |  |  |
| Diego Fleischmann                                                                                         | Diego Fleischmann                                                                                         | Diego Fleischmann                                                                                         | Diego Fleischmann                                                                                         | Diego Fleischmann                                                                                         | Diego Fleischmann                                                                                         |           |           | María Larraín                                                                                    | María Larraín                                                                                    | María Larraín                                                                                    | María Larraín                                                                                    | María Larraín                                                                                    | María Larraín                                                                                    |                                      |                                      | Patricio Fernández                   | Patricio Fernández                   | Patricio Fernández          | Patricio Fernández          | Patricio Fernández             | Patricio Fernández             |                                |                                | María Victoria Costa                                                                | María Victoria Costa                                                                | María Victoria Costa                                                                | María Victoria Costa                                                                | María Victoria Costa                                                                | María Victoria Costa                                                                |  |  |                                                                                |                                                                                |                                                                                |                                                                                |                                                                                |                                                                                |  |  |                                                                                         |                                                                                         |                                                                                         |                                                                                         |                                                                                         |                                                                                         |  |  | Gustavo Valdés                                                                                                  | Gustavo Valdés                                                                                                  | Gustavo Valdés                                                                                                  | Gustavo Valdés                                                                                                  | Gustavo Valdés                                                                                                  | Gustavo Valdés                                                                                                  |  |  |          |          |          |          |          |          |  |  |           |           |           |           |           |           |           |           |           |           |           |           |           |           |  |  |           |           |           |           |           |           |  |  |  |  |  |  |
| Diego Fleischmann                                                                                         | Diego Fleischmann                                                                                         | Diego Fleischmann                                                                                         | Diego Fleischmann                                                                                         | Diego Fleischmann                                                                                         | Diego Fleischmann                                                                                         | (1 hijo)  | (1 hijo)  | (1 hijo)                                                                                         | (1 hijo)                                                                                         | (1 hijo)                                                                                         | (1 hijo)                                                                                         | María Larraín                                                                                    | María Larraín                                                                                    |                                      |                                      | Patricio Fernández                   | Patricio Fernández                   | Patricio Fernández          | Patricio Fernández          | Patricio Fernández             | Patricio Fernández             | (4 hijos)                      | (4 hijos)                      | (4 hijos)                                                                           | (4 hijos)                                                                           | (4 hijos)                                                                           | (4 hijos)                                                                           | María Victoria Costa                                                                | María Victoria Costa                                                                |  |  | (4 hijos)                                                                      | (4 hijos)                                                                      | (4 hijos)                                                                      | (4 hijos)                                                                      | (4 hijos)                                                                      | (4 hijos)                                                                      |  |  | (3 hijos)                                                                               | (3 hijos)                                                                               | (3 hijos)                                                                               | (3 hijos)                                                                               | (3 hijos)                                                                               | (3 hijos)                                                                               |  |  | Gustavo Valdés                                                                                                  | Gustavo Valdés                                                                                                  | Gustavo Valdés                                                                                                  | Gustavo Valdés                                                                                                  | Gustavo Valdés                                                                                                  | Gustavo Valdés                                                                                                  |  |  |          |          |          |          |          |          |  |  |           |           |           |           |           |           | (2 hijos) | (2 hijos) | (2 hijos) | (2 hijos) | (2 hijos) | (2 hijos) |           |           |  |  |           |           |           |           |           |           |  |  |  |  |  |  |

     Familia Piñera Carvallo
     Familia Chadwick Piñera
     Familia Piñera Echenique